# Coppa dei Campioni 1971-1972 (hockey su pista)
La Coppa dei Campioni 1971-1972 è stata la 7ª edizione della massima competizione europea di hockey su pista riservata alle squadre di club.
Il torneo ha avuto inizio il 20 aprile e si è concluso il 30 settembre 1972.
Il titolo è stato conquistato dal Reus Deportiu per la sesta volta nella sua storia.

## Squadre partecipanti
| Nazione        | Club             | Città                | Qualificazione |
| -------------- | ---------------- | -------------------- | --- |
| Belgio         | Rolta            | Lovanio              | 1º nel campionato belga 1971, campione del Belgio                                                                          |
| Francia        | Coutras          | Coutras              | 1º nel campionato francese 1971, campione di Francia                                                                       |
| Germania Ovest | Walsum           | Duisburg             | 1º nel campionato tedesco 1971, campione di Germania Ovest                                                                 |
| Italia         | Novara           | Novara               | 1º in Serie A 1971, campione d'Italia                                                                                      |
| Paesi Bassi    | Dordt            | Dordrecht            | 1º in Dutch NRBB 1971, campione dei Paesi Bassi                                                                            |
| Portogallo     | Lourenço Marques | Lourenço Marques     | 1º in 1ª Divisão 1971, campione del Portogallo                                                                             |
| Spagna         | Noia             | Sant Sadurní d'Anoia | 2º in División de Honor nel 1971 e Finalista Coppa del Generalissimo 1971                                                  |
| Spagna         | Reus Deportiu    | Reus                 | Campione d'Europa in carica, 1º in División de Honor nel 1971, campione di Spagna e Detentore Coppa del Generalissimo 1971 |
| Svizzera       | RS Zurigo        | Zurigo               | 1º in LNA 1971, campione di Svizzera                                                                                       |

## Risultati

### Primo turno
| Squadra 1     | Totale  | Squadra 2 | Andata | Ritorno |
| ------------- | ------- | --------- | ------ | ------- |
| Reus Deportiu | 7 - 5   | Noia      | 7 - 3  | 0 - 2   |
| Rolta         | 8 - 22  | Novara    | 5 - 11 | 3 - 11  |
| RS Zurigo     | 16 - 18 | Coutras   | 12 - 5 | 4 - 13  |
| Walsum        | 29 - 8  | Dordt     | 16 - 2 | 13 - 6  |

### Quarti di finale
| Squadra 1 | Totale | Squadra 2     | Andata | Ritorno |
| --------- | ------ | ------------- | ------ | ------- |
| Coutras   | 6 - 21 | Novara        | 3 - 8  | 3 - 13  |
| Walsum    | 8 - 12 | Reus Deportiu | 3 - 3  | 5 - 9   |

### Semifinali
| Squadra 1 | Totale  | Squadra 2        | Andata | Ritorno |
| --------- | ------- | ---------------- | ------ | ------- |
| Novara    | 12 - 11 | Lourenço Marques | 8 - 3  | 4 - 8   |

### Finale
| Squadra 1 | Totale  | Squadra 2     | Andata | Ritorno |
| --------- | ------- | ------------- | ------ | ------- |
| Novara    | 10 - 13 | Reus Deportiu | 10 - 2 | 0 - 11  |